# Czokgjur Lingpa
Czokgjur Lingpa (tyb.: ཨོ་རྒྱན་མཆོག་གྱུར་བདེ་ཆེན་གླིང་པ་, Wylie: O-rgyan Mchog-gyur Bde-chen Gling-pa; 1829–1870) – jest postrzegany jako jeden z głównych tertonów w historii Tybetu. Jego termy są szeroko praktykowane w dwóch szkołach buddyzmu tybetańskiego: Kagyu i Ningma. 

Czokgjur Lingpa był reinkarnacją Księcia Marab, drugiego syna wielkiego króla Trisonga Decena, który wprowadził buddyzm do Tybetu. W innym wcieleniu był Sandzie Lingpą, wielkim tertonem który odkrył cykl nauk Lama Gongdu. Czokgjur Lingpa to "właściciel" siedmiu wyjątkowych przekazów, często wylicza się go jako ostatniego z setki największych tertonów.
Uważany jest za uniwersalnego władcę wszystkich tertonów, po części dlatego, że żaden z pozostałych odkrywców skarbów nie odnalazł nauk, które obejmowałyby Serię przestrzeni (Longde) dzogczen. Jest kilka odkryć z Serii umysłu (Semde), a wszyscy więksi tertoni odkryli Serię instrukcji (Menangde), ale tylko Czokgjur Lingpa przekazał Serię Przestrzeni. Oto, dlaczego właśnie jego Trzy Serie Wielkiej Doskonałości uważane są za najbardziej niezwykłą termę ze wszystkich, które odkrył.